# Listă de parohii din statul Louisiana
Această pagină este o listă a celor 64 de parohii (conform originalului din engleză, parishes) din statul Louisiana

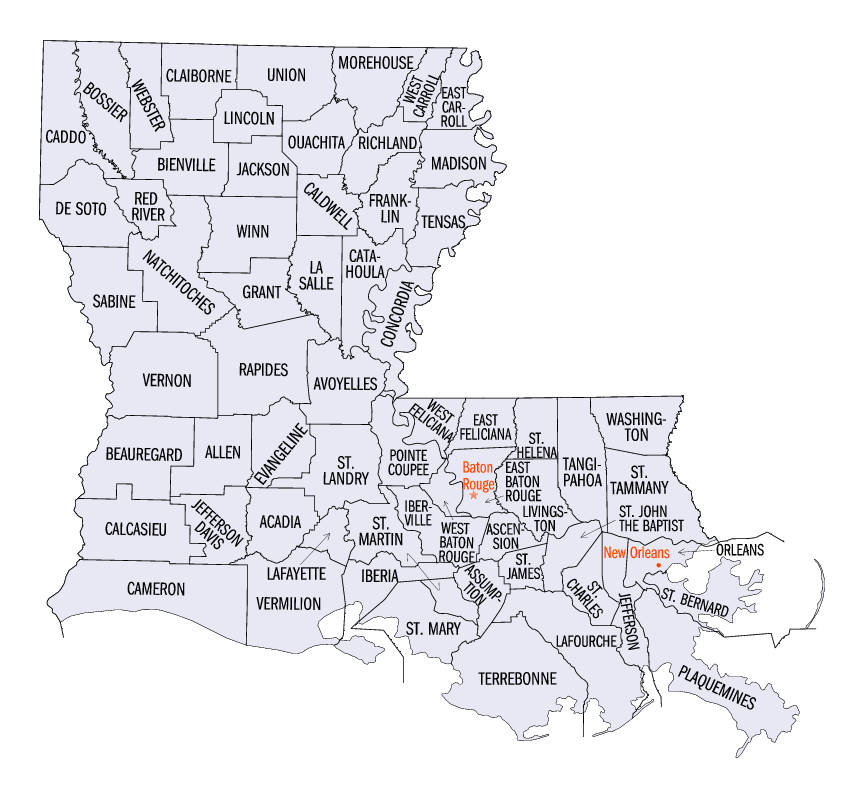
Parishes din statul Louisiana, SUA

| Parohia              | Populația 1 iulie 2007 | Sediul            | Populația 1 iulie 2007 |
| -------------------- | ---------------------- | ----------------- | ---------------------- |
| Acadia               | 59.958                 | Crowley           | 14.011                 |
| Allen                | 25.524                 | Oberlin           | 1915                   |
| Ascension            | 99.056                 | Donaldsonville    | 7497                   |
| Assumption           | 22.991                 | Napoleonville     | 667                    |
| Avoyelles            | 42.169                 | Marksville        | 5668                   |
| Beauregard           | 34.776                 | DeRidder          | 10.096                 |
| Bienville            | 14.907                 | Arcadia           | 2767                   |
| Bossier              | 108.705                | Benton            | 2853                   |
| Caddo                | 252.609                | Shreveport        | 199.569                |
| Calcasieu            | 184.512                | Lake Charles      | 70.270                 |
| Caldwell             | 10.307                 | Columbia          | 450                    |
| Cameron              | 7414                   | Cameron           | 1464                   |
| Catahoula            | 10.452                 | Harrisonburg      | 727                    |
| Claiborne            | 16.283                 | Homer             | 3427                   |
| Concordia            | 19.058                 | Vidalia           | 4142                   |
| De Soto              | 26.269                 | Mansfield         | 5412                   |
| East Baton Rouge     | 430.317                | Baton Rouge       | 227.071                |
| East Carroll         | 8302                   | Lake Providence   | 4318                   |
| East Feliciana       | 20.833                 | Clinton           | 1891                   |
| Evangeline           | 35.905                 | Ville Platte      | 8282                   |
| Franklin             | 20.060                 | Winnsboro         | 4873                   |
| Grant                | 19.758                 | Colfax            | 1661                   |
| Iberia               | 74.965                 | New Iberia        | 32.910                 |
| Iberville            | 32.501                 | Plaquemine        | 6728                   |
| Jackson              | 15.139                 | Jonesboro         | 3725                   |
| Jefferson            | 423.520                | Gretna            | 15.984                 |
| Jefferson Davis      | 31.177                 | Jennings          | 10.546                 |
| La Salle             | 14.041                 | Jena              | 2864                   |
| Lafayette            | 204.843                | Lafayette         | 113.554                |
| Lafourche            | 92.713                 | Thibodaux         | 14.158                 |
| Lincoln              | 42.562                 | Ruston            | 21.005                 |
| Livingston           | 116.580                | Livingston        | 1688                   |
| Madison              | 11.858                 | Tallulah          | 7707                   |
| Morehouse            | 28.783                 | Bastrop           | 11.908                 |
| Natchitoches         | 39.485                 | Natchitoches      | 18.177                 |
| Orleans              | 239.124                | New Orleans       | 239.124                |
| Ouachita             | 149.502                | Monroe            | 51.208                 |
| Plaquemines          | 21.540                 | Pointe à la Hache | ---                    |
| Pointe Coupee        | 22.392                 | New Roads         | 4763                   |
| Rapides              | 130.079                | Alexandria        | 45.857                 |
| Red River            | 9195                   | Coushatta         | 2116                   |
| Richland             | 20.469                 | Rayville          | 4040                   |
| Sabine               | 23.683                 | Many              | 2756                   |
| St. Bernard          | 19.826                 | Chalmette         | 9491                   |
| St. Charles          | 52.044                 | Hahnville         | 3016                   |
| St. Helena           | 10.620                 | Greensburg        | 626                    |
| St. James            | 21.578                 | Convent           | ---                    |
| St. John the Baptist | 47.684                 | Edgard            | 2913                   |
| St. Landry           | 91.362                 | Opelousas         | 23.058                 |
| St. Martin           | 51.651                 | St. Martinville   | 7019                   |
| St. Mary             | 51.311                 | Franklin          | 7760                   |
| St. Tammany          | 226.625                | Covington         | 9493                   |
| Tangipahoa           | 115.398                | Amite City        | 4297                   |
| Tensas               | 5865                   | St. Joseph        | 1114                   |
| Terrebonne           | 108.424                | Houma             | 32.618                 |
| Union                | 22.773                 | Farmerville       | 3655                   |
| Vermilion            | 55.691                 | Abbeville         | 11.667                 |
| Vernon               | 47.380                 | Leesville         | 5957                   |
| Washington           | 44.920                 | Franklinton       | 3712                   |
| Webster              | 40.924                 | Minden            | 13.049                 |
| West Baton Rouge     | 22.625                 | Port Allen        | 5058                   |
| West Carroll         | 11.553                 | Oak Grove         | 1987                   |
| West Feliciana       | 15.113                 | St. Francisville  | 1555                   |
| Winn                 | 15.521                 | Winnfield         | 5140                   |